# Víctor Saltero
Víctor Saltero Cárdenes es el seudónimo bajo el que se publicaron una serie de novelas en la editorial española Imser Siglo entre 2006 y 2008. La editorial ya no existe. Se desconoce su verdadera identidad. Además de novelas ha publicado múltiples ensayos y artículos, muchos de los cuales, además de inglés y español, han sido traducidos al francés, alemán, ruso y japonés.
A partir del año 2011 sus escritos son publicados por la editorial americana Freeditorial. En dichos escritos se manifiesta como admirador de la sociedad estadounidense al considerar que es el único país de importancia en el mundo donde el poder emana de las personas, y sus instituciones –Congreso, Gobierno y Tribunal Supremo-, se desenvuelven en equilibrio, de acuerdo con los principios de Montesquieu.
A su vez, este escritor es enormemente crítico con el socialismo, al que define como heredero de las viejas monarquías europeas, ya que, como Luis XIV–el Rey sol-, acaparan todo el poder cuando llegan a él, creando Estados mastodónticos, consumidores sin fin de recursos económicos, con el pretexto de ayudar a los más necesitados, pero que en realidad terminan generando una enorme cantidad de pobreza, al sacrificar, a base de muy alta presión fiscal, a las capas más activas de la sociedad. Saltero afirma con fino humor en uno de sus artículos: “los socialistas son tan amantes de los pobres que por eso los crean en grandes cantidades”. 
Por otro lado, -y lo refleja sobre todo en su novela El Récord y en múltiples artículos y ensayos, como en Cartas a un americano: ¿Por qué os odian? ¿Por qué os aman, en inglés Letters to an American: Why are you hated? Why are you loved?- es un decidido defensor de la necesidad de la creación de un Gobierno mundial, pues entiende que todos los problemas importantes que tiene la humanidad a comienzos del siglo XXI tienen un perfil universal, y por tanto imposibles de resolver para cualquier nación por muy poderosa que sea.
Defiende que solo la sociedad americana tiene la energía necesaria para liderar un movimiento social que inicie, pausadamente, el Universalismo como sistema de organizar social y políticamente el futuro del hombre sobre la Tierra. Todo ello de manera pacífica y, según Saltero, la sociedad americana lo podría hacer con solo utilizar dos instrumentos: la economía y la convicción. Desconfía de una Europa, según él, en franca decadencia, donde los Estados, y no los ciudadanos, son los dueños de los pensamientos y destinos de las personas, como consecuencia de la aplicación, más o menos evidente según que país, del socialismo.
En múltiples centros de estudio se utilizan algunos ensayos de este escritor como guía para alumnos, especialmente los escritos referentes al entendimiento de la economía y de los Estados.
En alguna de sus novelas ha creado una saga de personajes –un abogado de éxito, con una novia hermosa y peculiar, un policía y un mayordomo- donde para el protagonista utiliza el mismo nombre –Víctor Saltero- que el seudónimo que usa como escritor, habiéndose creado con ello divertidas confusiones y especulaciones sobre la persona que está detrás de dicho seudónimo.
No obstante, Víctor Saltero no es el único seudónimo que utiliza este escritor. Según publicaciones especializadas se presume que el español, de Sevilla, José Sánchez-Cervera Oriol, es quien está detrás de Saltero, como ha quedado establecido por revistas especializadas, y este mismo escritor usa EM Ariza cuando da rienda suelta a análisis humorísticos de la realidad diaria de cualquier persona.

## Premio Víctor Saltero
En 2008 Imser Siglo S.L. anunció la creación de los Premios Víctor Saltero de novela.

## Obras

### Novelas
- Sucedió en Moncloa...
- El amante de la belleza
- Sucedió en el AVE...
- Desde la ventana
- El Récord

### Ensayos y artículos
- Ensayo sobre el Universalismo. (Derivado de El Récord)
- ¿Socialismo? No, gracias
- Adiós España, adiós
- La economía y las personas
- Cartas a un norteamericano: ¿Por qué os odian? ¿Por qué os aman?
- Letters to an American: Why are you hated? Why are you loved?
- El tiempo prórroga
- Peligros inminentes
- Adiós Europa, adiós